# Ōe Taku

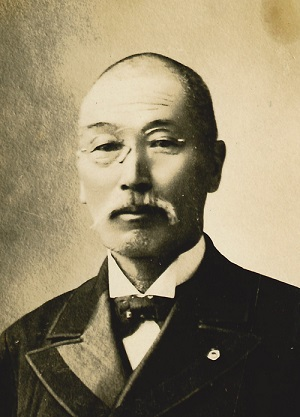
Ōe Taku

Ōe Taku (japanisch 大江 卓; geboren 2. November 1847 auf der Insel Kashiwajima (Provinz Tosa); gestorben 12. September 1921) war ein japanischer Politiker und Unternehmer.

## Leben und Wirken
Ōe Taku war Sohn des Hausältesten  Saihara Hiroshi (斎原 弘), einem Gefolgsmann des Iga-Clans, Lehnsmann des Tosa-Clans, allgemein bekannt als Hidema (秀馬), Jiichirō (治一郎) und Takuzŏ (卓造). Sein Go war Ten’ja (天也). Am Ende der Tokugawa-Zeit lernte er in Nagasaki das Schießen und war als Patriot ein Anhänger der „Sonnō jōi“-Bewegung.
1868, also nach der Meiji-Restauration begann er seinen Dienst in der Präfektur Hyōgo und wirkte später als Präfekturrat (参事, Sanji) und dann als Gouverneur (権令, Konrei) der Präfektur Kanagawa. Im Herbst des fünften Jahres als Gouverneur setzte er die Freilassung der gefangen gehaltenen chinesischen Arbeiter an Bord der peruanischen Flagge fahrenden „María Luz“ durch, was ihm internationale Anerkennung einbrachte. Er arbeitete auch an der Befreiung von Geishas und Prostituierten.
Im Oktober 1875 trat Ōe als Leiter des Finanzministeriums zurück. Er wurde Schwiegersohn Gotō Shōjirō und beschäftigte sich mit dessen Unregelmäßigkeiten beim Betrieb des Takashima-Kohlebergwerks und anderer Vergehen. 1877 war er verantwortlich für den Plan, Schusswaffen für Soldaten zu kaufen, die die politische Vereinigung „Risshisha“ (立志社) unterstützen sollten. Er wurde 1878 festgenommen und zu 10 Jahren Gefängnis verurteilt, von denen er 7 Jahre im Iwate-Gefängnis absaß.
1887 wurde Ōe Ratgeber für Gotōs Einheitsbewegung ehemaliger Han „Daidō danketsu undō“ (大同団結運動), aber die Bewegung spaltete sich, als Gotō in die Regierung eintrat. Bei den ersten allgemeinen Parlamentswahlen 1890 kandidierte er für die Präfektur Iwate und wurde gewählt. 1892 wandte er sich der Wirtschaftswelt zu, wurde stellvertretender Leiter der Börse von Tokio, setzte sich für die „Gyeongbu Railway Company“ (京釜鉄道株式会社) in Korea ein und wirkte als Berater der koreanischen Regierung. Er bereiste den chinesischen Kontinent, um den Plan einer „Ostasiatischen Allianz“ (東亜同盟論) zu verkünden. 1913 gründete er die „Teikoku Kōdōkai“ (帝国公道会), eine Vereinigung zur Förderung des gesellschaftlichen Zusammenwachsens, die sich auch für die Integration der diskriminierten Buraku einsetzte.